# Niecy Nash
Niecy Nash, pseudonimo di Carol Denise Ensley (Palmdale, 23 febbraio 1970), è un'attrice, comica e conduttrice televisiva statunitense.

## Biografia

### Primi lavori
Nash ha fatto il suo debutto come attrice nel film del 1995 A proposito di donne. In televisione ha poi recitato come guest star in NYPD - New York Police Department, Giudice Amy, Reba, Girlfriends, CSI - Scena del crimine e E.R. - Medici in prima linea. È apparsa anche nel film del 1999 La fortuna di Cookie e ha avuto un ruolo ricorrente nella serie drammatica della CBS City of Angels nel 2000.
Dal 2003 al 2009 Nash ha interpretato il ruolo della deputata Raineesha Williams e T.T. nella sitcom di Comedy Central Reno 911!. Ha condotto Clean House su Style Network dal 2003 al 2010, oltre a fornire la voce di Mrs. Boots nella serie d'animazione della ABC Family Slacker Cats, e ha recitato nel ruolo di Rhonda al fianco di Jerry O'Connell nella miniserie di Fox Do Not Disturb nel 2008. Ha recitato come guest star nel The Bernie Mac Show dal 2003 al 2005. 
Nash è apparsa nella decima stagione di Dancing with the Stars iniziata a marzo 2010, dove è stata assegnata con Louis Van Amstel. L'11 maggio 2010 loro due sono stati eliminati dalla competizione classificandosi al quinto posto. Nel 2011 ha condotto il suo reality show Leave It To Niecy su TLC sulla sua vita con il suo secondo marito e il suo figliastro, ma è stato cancellato dopo una sola stagione. In quello stesso anno è stata in uno speciale TLC sul loro matrimonio. È apparsa anche nei film Nome in codice: Cleaner, Cuori di vetro, G-Force - Superspie in missione e Trust Me.

### 2012-presente
Nel 2012 Nash ha iniziato a recitare al fianco di Cedric the Entertainer nella sitcom di TV Land The Soul Man, uno spin-off di Hot in Cleveland. Nel 2013 ha iniziato a recitare al fianco di Laurie Metcalf nella sitcom di HBO Getting On. 
Nel 2014 Nash ha interpretato Richie Jean Jackson, la moglie del dottor Sullivan Jackson, nel film drammatico storico Selma - La strada per la libertà diretto da Ava DuVernay. Il film ha ricevuto recensioni positive dai critici; su Rotten Tomatoes detiene la percentuale del 99% basata su 205 recensioni con una valutazione media di 8.7/10. Sempre quest'anno Nash si è unita al cast della sitcom di Fox The Mindy Project nel ruolo ricorrente della dott.ssa Jean Fishman, una rivale della protagonista.
Dal 2015 al 2016 Nash è stata co-protagonista nella commedia horror di Fox Scream Queens come guardia giurata e poi come agente dell'FBI Denise Hemphill. È apparsa in un'altra commedia di Fox Brooklyn Nine-Nine. L'anno seguente era stata scelta per il ruolo principale nell'episodio pilota della commedia di Fox The Enforcers, però non mandato più in onda. È stata scelta anche per un ruolo ricorrente di Louise Bell nel dramma d'epoca di Showtime Masters of Sex.
Nel 2017 Nash è stata scelta per il ruolo principale nella commedia drammatica di TNT Claws prodotta da Rashida Jones ed incentrata su un salone per le unghie nel sud della Florida, motivo per il quale ha ricevuto elogi dalla critica. Nello stesso anno Nash è apparsa in un videoclip di Mary J. Blige per Strength of a Woman. Ad agosto 2018 è stato annunciato che Nash avrebbe recitato e condotto per TNT Naked With Niecy Nash, un talk show notturno.
A luglio 2018 Nash ha ricevuto una stella sulla Hollywood Walk of Fame nella categoria televisiva. Più tardi Ava DuVernay la scelse per la miniserie drammatica When They See Us, per cui ha ricevuto elogi dalla critica.
Nel 2020 Nash ha recitato per Netflix nel film drammatico Il sommelier diretto da Prentice Penny, e ha avuto un ruolo ricorrente nella commedia drammatica Non ho mai... creata da Mindy Kaling. Sempre quest'anno ha interpretato l'avvocato di diritti civili Florynce Kennedy nella miniserie di Hulu Mrs. America. Nel 2020 Nash ha firmato per un suo talk show diurno targato CBS. 
Durante la quinta stagione di The Masked Singer, Nash ha sostituito Nick Cannon durante la sua ripresa dal COVID-19.
Nel 2020 Nash ha ripreso il suo ruolo di deputata Raineesha Williams nella settima stagione di Reno 911! che è andata in onda su Quibi. È apparsa anche nel film di Paramount+ Reno 911! - Alla ricerca di QAnon. 
Il 28 aprile 2021 Fox ha annunciato di aver ordinato un revival di Don't Forget the Lyrics! con Nash come ospite, presentato poi in anteprima il 23 maggio 2022.
Nash ha recitato come guest star in due episodi di The Rookie che sono stati mandati in onda rispettivamente il 24 aprile e il 1º maggio 2022. Il 13 maggio 2022 è stato ordinato lo spin-off intitolato The Rookie: Feds. Più recentemente ha firmato un contratto televisivo con Entertainment One.
Grazie alla sua interpretazione del personaggio Glenda Cleveland nella miniserie del 2022 Dahmer, vince il premio Emmy nel 2024 come miglior attrice non protagonista in una miniserie.

## Vita privata
Nash è stata sposata per 13 anni con Don Nash, un ministro ordinato; hanno chiesto il divorzio a giugno 2007. Hanno avuto tre figli insieme.
A settembre 2010 si è fidanzata con Jay Tucker. La coppia si è sposata il 28 maggio successivo, per poi divorziare il 10 marzo 2020.
Il 29 agosto dello stesso anno Nash ha sposato la cantante Jessica Betts.

## Filmografia

### Attrice

#### Cinema
- A proposito di donne (Boys on the Side), regia di Herbert Ross (1995)
- La fortuna di Cookie (Cookie's Fortune), regia di Robert Altman (1999)
- Lo scapolo d'oro (The Bachelor), regia di Gary Sinyor (1999)
- Malibu's Most Wanted - Rapimento a Malibu  (Malibu's Most Wanted), regia di John Whitesell (2003)
- Indovina chi (Guess Who), regia di Kevin Rodney Sullivan (2005)
- Nome in codice: Cleaner (Code Name: The Cleaner), regia di Les Mayfield (2008)
- Cuori di vetro (Not Easily Broken), regia di Bill Duke (2009)
- Ricatto d'amore (The Proposal), regia di Anne Fletcher (2009)
- G-Force - Superspie in missione (G-Force), regia di Hoyt Yeatman (2009)
- Trust Me, regia di Clark Gregg (2013)
- Nurse - L'infermiera (Nurse 3-D), regia di Douglas Aarniokoski (2013)
- Una notte in giallo (Walk of Shame), regia di Steven Brill (2014)
- Selma - La strada per la libertà (Selma), regia di Ava DuVernay (2014)
- Downsizing - Vivere alla grande (Downsizing), regia di Alexander Payne (2017)
- Il sommelier (Uncorked), regia di Prentice Penny (2020)
- Beauty, regia di Andrew Dosunmu (2022)
- Origin, regia di Ava DuVernay (2023)

#### Televisione
- Cinque in famiglia (Party of Five) – serie TV, episodio 2x21 (1996)
- Rude Awakening – serie TV, episodi 1x01-3x20 (1998-2000)
- Cenerentola a New York (Time of Your Life) – serie TV, episodio 1x01 (1999)
- City of Angels – serie TV (2000)
- Popular – serie TV, episodio 1x19 (2000)
- Da un giorno all'altro (Any Day Now) – serie TV, episodio 3x12 (2000)
- One on One – serie TV, episodio 1x9 (2001)
- NYPD - New York Police Department (NYPD Blue) – serie TV, episodio 9x06 (2001)
- Giudice Amy (Judging Amy) – serie TV, episodio 3x10 (2001)
- Così è la vita (That's Life) – serie TV, episodi 2x07-2x08 (2001)
- Reba – serie TV, episodio 1x17 (2002)
- Girlfriends – serie TV, episodio 2x21 (2002)
- Tris di cuori (For Your Love) – serie TV, episodio 5x11 (2002)
- CSI - Scena del crimine (CSI: Crime Scene Investigation) – serie TV, episodio 3x08 (2002)
- Raven (That's So Raven) – serie TV, episodio 1x17 (2003)
- E.R. - Medici in prima linea (ER) – serie TV, episodio 10x09 (2003)
- The Bernie Mac Show – serie TV, episodi 2x20-3x08-4x06 (2003-2005)
- Reno 911! – serie TV, 119 episodi (2003-2022)
- Half & Half – serie TV, episodio 2x21 (2004)
- Detective Monk (Monk) – serie TV, episodio 3x06 (2004)
- My Name Is Earl – serie TV, episodio 1x09 (2005)
- Do Not Disturb – miniserie TV, 5 puntate (2008)
- Dancing with the Stars – programma TV, 16 puntate (2010)
- Provaci ancora Gary (Gary Unmarried) – serie TV, episodi 2x16-2x17 (2010)
- RuPaul's Drag Race – programma TV, puntata 2x04 (2010)
- The Soul Man – serie TV, 54 episodi (2012-2016)
- Getting On – serie TV, 18 episodi (2013-2015)
- The Mindy Project – serie TV, 4 episodi (2014)
- Scream Queens – serie TV, 15 episodi (2015-2016)
- Brooklyn Nine-Nine – serie TV, episodio 3x13 (2016)
- Masters of Sex – serie TV, 5 episodi (2016)
- Modern Family – serie TV, episodio 8x20 (2017)
- Angie Tribeca – serie TV, episodio 3x10 (2017)
- Claws – serie TV, 40 episodi (2017-2022)
- Speechless – serie TV, episodio 3x08 (2018)
- Fresh Off the Boat – serie TV, episodio 4x11 (2018)
- A.P. Bio – serie TV, episodio 1x02 (2018)
- When They See Us, regia di Ava DuVernay – miniserie TV, 4 puntate (2019)
- Un milione di piccole cose (A Million Little Things) – serie TV, episodio 2x10 (2020)
- Non ho mai... (Never Have I Ever) – serie TV, 16 episodi (2020-2023)
- Mrs. America – miniserie TV, 4 puntate (2020)
- Reno 911! - Alla ricerca di QAnon (Reno 911! The Hunt for QAnon), regia di Robert Ben Garant – film TV (2021)
- The Rookie – serie TV, 4 episodi (2022-2023)
- Dahmer - Mostro: la storia di Jeffrey Dahmer (Dahmer - Monster: The Jeffrey Dahmer Story) – miniserie TV, 7 puntate (2022)
- The Rookie: Feds – serie TV (2022-2023)
- Grotesquerie – serie TV, 10 episodi (2024)

### Doppiatrice
- Minoriteam – serie animata, 4 episodi (2006)
- The Boondocks – serie animata, episodio 1x13 (2006)
- Slacker Cats – serie animata, 12 episodi (2007-2009)
- American Dad! – serie animata, 6 episodi (2007-2013)
- La Grande B! (The Mighty B!) – serie animata, episodio 1x18 (2008)
- The Cleveland Show – serie animata, episodio 2x07 (2010)
- I Griffin (Family Guy) – serie animata, episodi 17x09-17x14-18x01 (2018-2019)
- Q-Force – serie animata, 4 episodi (2021)
- Human Resources – serie animata, 6 episodi (2023)
- Agent Elvis – serie animata, 10 episodi (2023)

## Discografia

### Singoli
- 2023 – Have a Little Hope (con Keke Palmer)
- 2024 – I Wanna Thank Me (con Meghan Trainor)
- 2024 – Pride (con Jessica Betts)
- 2024 – Ima Winner Baby (con Jessica Betts)

## Riconoscimenti
- Golden Globe
  - 2023 – Candidatura alla miglior attrice non protagonista in una miniserie o film per la televisione per Dahmer - Mostro: la storia di Jeffrey Dahmer

- Black Reel Awards
  - 2015 – Miglior cast cinematografico per Selma - La strada per la libertà
  - 2018 – Candidatura alla miglior attrice protagonista in una serie drammatica per Claws
  - 2019 – Candidatura alla miglior attrice protagonista in una serie drammatica per Claws
  - 2019 – Miglior attrice protagonista in una miniserie o film per la televisione per When They See Us

- Critics' Choice Movie Award
  - 2015 – Candidatura al miglior cast cinematografico per Selma - La strada per la libertà

- Critics' Choice Television Award
  - 2016 – Candidatura alla miglior attrice non protagonista in una serie commedia per Getting On
  - 2020 – Candidatura alla miglior attrice non protagonista in una miniserie o film per la televisione per When They See Us
  - 2023 – Miglior attrice non protagonista in una miniserie o film per la televisione per Dahmer - Mostro: la storia di Jeffrey Dahmer

- Critic's Choice Super Awards
  - 2023 – Candidatura alla migliore attrice in una serie horror, miniserie o film televisivo per Dahmer - Mostro: la storia di Jeffrey Dahmer

- GLAAD Media Awards
  - 2024 – Stephen F. Kolzak Award

- Primetime Emmy Award
  - 2015 – Candidatura alla miglior attrice non protagonista in una serie commedia per Getting On
  - 2016 – Candidatura alla miglior attrice non protagonista in una serie commedia per Getting On
  - 2019 – Candidatura alla miglior attrice protagonista in una miniserie o film per la televisione per When They See Us
  - 2023 – Miglior attrice non protagonista in una miniserie o film per la televisione per Dahmer - Mostro: la storia di Jeffrey Dahmer[3]

- Daytime Emmy Award
  - 2009 – Candidatura al miglior programma sullo stile di vita per Clean House
  - 2009 – Candidatura all'outstanding special class special per Clean House
  - 2010 – Candidatura al miglior programma sullo stile di vita per Clean House
  - 2010 – Outstanding special class special per Clean House

- NAACP Image Award
  - 2014 – Candidatura alla miglior attrice protagonista in una serie commedia per The Soul Man
  - 2015 – Candidatura alla miglior attrice protagonista in una serie commedia per The Soul Man
  - 2019 – Candidatura alla miglior attrice protagonista in una serie commedia per Claws
  - 2020 – Miglior attrice in un film per la televisione, una miniserie o un drammatico speciale per When They See Us
  - 2023 – Miglior attrice in un film per la televisione, una miniserie o un drammatico speciale per Dahmer - Mostro: la storia di Jeffrey Dahmer

- Satellite Award
  - 2018 – Miglior attrice in una serie commedia per Claws
  - 2019 – Candidatura alla miglior attrice protagonista in una miniserie o film per la televisione per When They See Us

- Screen Actors Guild Award
  - 2023 – Candidatura alla miglior attrice in una miniserie o film per la televisione per Dahmer - Mostro: la storia di Jeffrey Dahmer

## Doppiatrici italiane
Nelle versioni in italiano delle opere in cui ha recitato, Niecy Nash è stata doppiata da:
- Francesca Guadagno in Master of Sex, Selma - La strada per la libertà, Claws, Angie Tribeca, Downsizing - Vivere alla grande, La fortuna di Cookie
- Alessandra Cassioli in CSI - Scena del crimine, E.R. - Medici in prima linea, Modern Family, Scream Queens, Il sommelier, Reno 911! (st. 5-8), Reno 911! - Alla ricerca di QAnon
- Gilberta Crispino in Una notte in giallo, The Soul Man
- Anna Cugini in Reno 911! (st. 3-4), Reno 911!: Miami
- Paola Giannetti in Raven
- Laura Boccanera in Detective Monk
- Maia Orienti in Nome in codice: Cleaner
- Micaela Incitti in Nome in codice Cleaner
- Cinzia De Carolis in Getting On
- Rachele Paolelli in When They See Us
- Stefania Romagnoli in Mrs. America
- Antonella Alessandro in Non ho mai...
- Cristina Boraschi in Beauty
- Rita Baldini in Dahmer - Mostro: la storia di Jeffrey Dahmer
- Patrizia Giangrand in The Rookie
- Marina Guadagno in Nurse - L'infermiera
- Ida Sansone in G-Force - Superspie in missione
- Laura Romano in Grotesquerie

Da doppiatrice è sostituita da:
- Cinzia De Carolis in Human Resources
- Antonella Giannini in Ortone il mondo dei Chi